# Ignazio Monterisi
Ignazio Monterisi (Barletta, 6 ottobre 1860 – Barletta, 17 febbraio 1913) è stato un vescovo cattolico italiano.
È stato vescovo di Potenza e Marsico Nuovo ed è ritenuto fondatore delle suore missionarie catechiste del Sacro Cuore.

## Biografia
Entrò nel seminario di Bisceglie nel 1877, proseguì gli studi nel collegio di Maria di Napoli dal 1880, fu ordinato prete nel 1884 e si addottorò in teologia nel 1885.
Fu rettore del Monte di Pietà di San Giovanni di Dio a Barletta e nel 1887 si trasferì a Montecassino, dove fu insegnante di teologia dogmatica e morale e rettore del seminario.
Nel 1893 fondò un convitto ecclesiastico a Barletta, di cui assunse la direzione, e nel 1895 fu chiamato a Bari da Oderisio Piscicelli come suo vicario generale. Rientrato a Barletta, fondò un collegio femminile e la chiesa dell'Immacolata.
Fu vicario generale di Michele de Jorio, vescovo di Castellammare di Stabia, dal 1889.
Il 19 aprile 1900 fu eletto da papa Leone XIII vescovo di Potenza e Marsico Nuovo e ricevette la consacrazione il 29 aprile successivo dal cardinale Lucido Maria Parocchi. Si impegnò a migliorare la formazione del clero diocesano e promosse l'opera della dottrina cristiana; contrastò la diffusione del protestantesimo in diocesi.
Dopo la soppressione delle Figlie del Sacro Costato in diocesi di Gravina, favorì la continuazione dell'esistenza della congregazione a Potenza, dove sorsero le suore missionarie catechiste del Sacro Cuore; le comunità in diocesi di Venosa, invece, diedero inizio alla congregazione delle suore missionarie del Sacro Costato e di Maria Santissima Addolorata.
Suo fratello minore, Nicola Monterisi, fu vescovo di Monopoli, Chieti e Salerno.

## Genealogia episcopale
La genealogia episcopale è:
- Cardinale Scipione Rebiba
- Cardinale Giulio Antonio Santori
- Cardinale Girolamo Bernerio, O.P.
- Arcivescovo Galeazzo Sanvitale
- Cardinale Ludovico Ludovisi
- Cardinale Luigi Caetani
- Cardinale Ulderico Carpegna
- Cardinale Paluzzo Paluzzi Altieri degli Albertoni
- Papa Benedetto XIII
- Papa Benedetto XIV
- Papa Clemente XIII
- Cardinale Marcantonio Colonna
- Cardinale Giacinto Sigismondo Gerdil, B.
- Cardinale Giulio Maria della Somaglia
- Cardinale Carlo Odescalchi, S.I.
- Cardinale Costantino Patrizi Naro
- Cardinale Lucido Maria Parocchi
- Vescovo Ignazio Monterisi